# Grainville-sur-Ry
Grainville-sur-Ry település Franciaországban, Seine-Maritime megyében. Lakosainak száma 437 fő (2022. január 1.). Grainville-sur-Ry Blainville-Crevon, Martainville-Épreville, Ry és Servaville-Salmonville községekkel határos.

## Népesség
A település népességének változása:
| Lakosok száma | 436  | 442  | 449  | 446  | 444  | 442  | 441  | 439  | 437  |
|               | 2013 | 2015 | 2016 | 2017 | 2018 | 2019 | 2020 | 2021 | 2022 |